# SCP: Containment Breach
SCP: Containment Breach – niezależna gra komputerowa utrzymana w klimacie horroru psychologicznego. Została stworzona przez fińskiego wydawcę gier Regalis, na podstawie opowieści zgromadzonych na stronie SCP Foundation. Zebrała ona pozytywne oceny środowisk branżowych, wskazujące na jej wyjątkowy klimat grozy.

## Fabuła
Gracz wciela się w rolę D-9341, który jest byłym naukowcem zdegradowanym do poziomu klasy D czyniąc go obiektem testowym. Akcja zaczyna się, gdy gracz zostaje wysłany do testów SCP-173. Obiekt okazuje się betonową rzeźbą o anomalnych właściwościach, zdolną przemieszczać się tylko gdy nikt nie utrzymuje z nim kontaktu wzrokowego. Gdy D-9341 wchodzi do celi SCP-173, wskutek awarii prądu rzeźba wydostaje się i zabija wszystkich prócz gracza, który w odpowiedniej chwili ucieka. Od tej pory gracz musi uciekać przed SCP-173 do wyjścia, starając się nawet nie mrugać w pobliżu nieznanej mu anomalii. Przechodząc niekończącymi się korytarzami ośrodka badawczego, gracz może natknąć się na inne, równie niebezpieczne, przydatne bądź neutralne wobec niego obiekty SCP, które uciekły z przechowalni.